# Jesu Juva

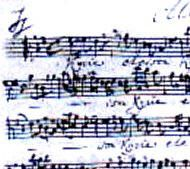
Johann Sebastian Bach: JJ als Überschrift über Johann Sebastian Bachs Noten

Jesu Juva (lat. „Jesus, hilf“), Kurzform J. J., taucht als Phrase (in Textform) unmittelbar am Anfang einiger v. a. künstlerischer Werke des Mittelalters und des Barock auf. Der Autor bekennt sich damit zu seinem christlichen Glauben und erbittet für das Werk, das er beginnt, göttlichen Beistand.

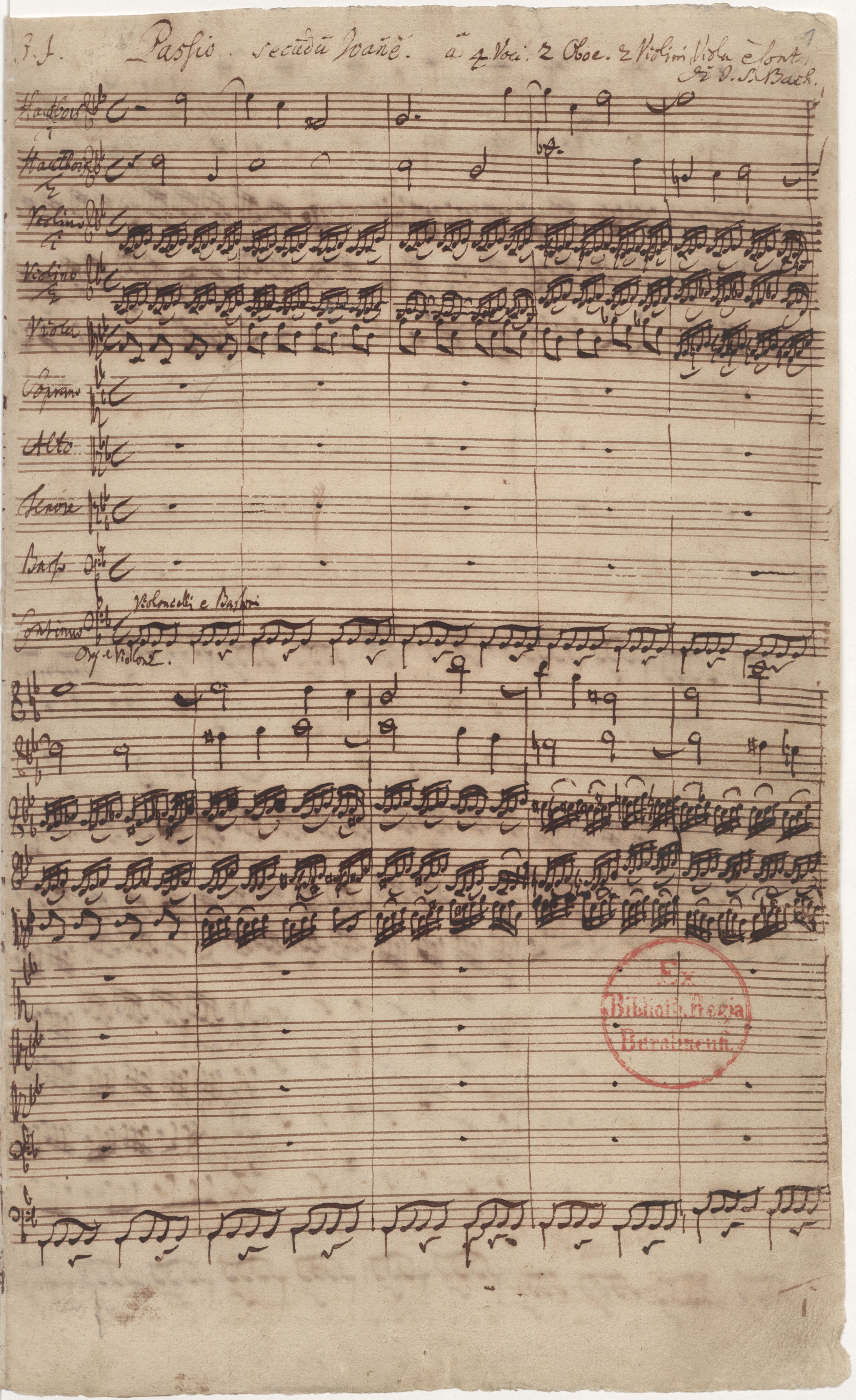
J.J. oben links über der ersten Seite der Johannes-Passion (BWV 245)

Bekanntes Beispiel ist Johann Sebastian Bach, der seine Werke nahezu immer mit „J. J.“ überschrieb.